# Hirochika Miyoshi
Hirochika Miyoshi (三好 洋央 Miyoshi Hirochika?), född 17 maj 1987 i Nagasaki prefektur, är en japansk fotbollsspelare.
Miyoshi började sin karriär 2010 i Blaublitz Akita. Han spelade 132 ligamatcher för klubben. 2016 flyttade han till Fujieda MYFC.